# Potentilla toyamensis
Potentilla toyamensis är en rosväxtart som beskrevs av N. Naruhashi och T. Sato. Potentilla toyamensis ingår i Fingerörtssläktet som ingår i familjen rosväxter. Inga underarter finns listade i Catalogue of Life.